# Várzea da Pedra
Várzea da Pedra  é um distrito integrante no limite municipal brasileiro entre Araci
e Santaluz, estado da Bahia. Localiza-se a aproximadamente 36 km da sede do município de araci e 18 km de Santaluz, e cerca de 247 km da capital Salvador. Conta com uma população de aproximadamente 6 000 habitantes.

## Religiosidade
No distrito encontra-secapela católica e segundo costume e/ou cultura desta denominação religiosa, tem instituído lá, como padroeiro deste distrito, a dita Senhora Sant'Ana.
Dispõe também de templo da Igreja Adventista do Sétimo Dia e da igreja Assembléia de Deus.

## Geografia
O distrito assim como sua sede está inserido numa região semiárida e vegetação predominante é de caatinga.
O acesso ao distrito feito pela rodovia estadual BA 408.

## Orgãos
Foi Instalado em Várzea da Pedra um prédio a ser utilizado como unidade básica de saúde, que ainda não entrou em funcionamento. Há também alguns órgãos para defesa do interesse da população, tais como:
- Associação de Pais e Mestres da Escola Pedro Barbosa[4]
- Associação Beneficente de Várzea da Pedra[5]